# Acaena poterioides
Acaena poterioides é uma espécie de rosácea do gênero Acaena, pertencente à família Rosaceae.